# 山口俊郎
山口 俊郎（やまぐち としろう、1901年（明治34年）3月31日 - 1981年（昭和56年）11月25日）は、昭和期の作曲家。岐阜県養老町出身。

## 経歴
東洋音楽学校ピアノ科卒業。

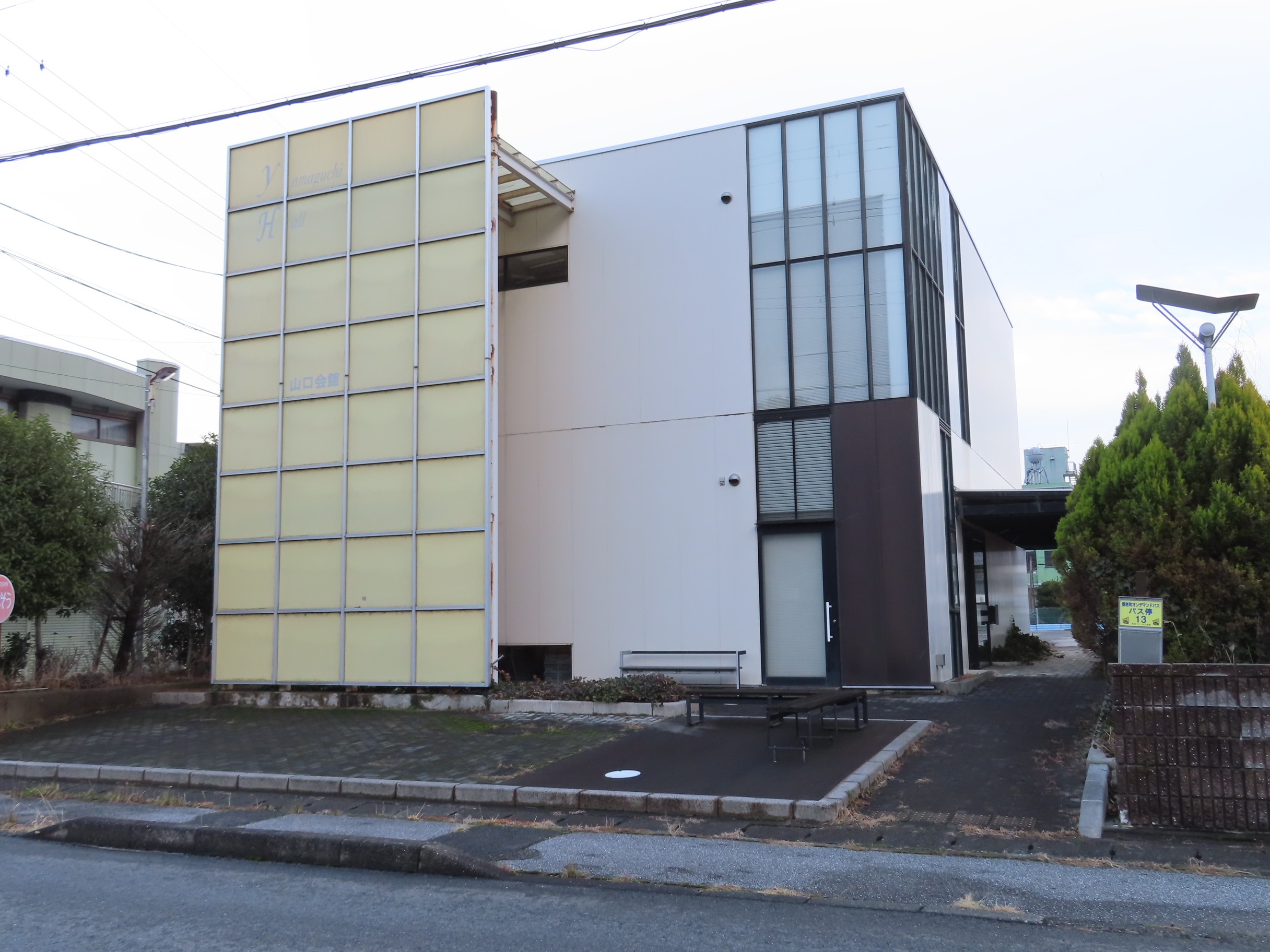
養老町山口会館

1921年（大正10年）、 松竹映画管弦楽団にピアノ奏者として入団。昭和の初期に、杉山長谷雄に師事し、作曲の勉強を始める。その後、松竹を退社し、フリーの作曲家になる。1945年（昭和20年）、キングレコード専属作曲家となる。 1955年（昭和30年）、作詞家藤間哲郎と組み、三橋美智也の初ヒット曲「おんな船頭唄」を作曲した。以後、三橋美智也と共に「佐渡おけさ」「ソーラン節」「花笠音頭」等多くの歌謡民謡も世に送り出す。その後も、「男のブルース」や「長良川旅情」などヒット曲を作曲した。
1981年（昭和56年）11月25日死去。享年80。
作品原稿や愛用品は、岐阜県養老町の養老町山口会館に保管展示されている。

## 代表曲
- 『酒の苦さよ』（昭和29年1月）［山崎正作詞、歌：三橋美智也］
- 『逢初ブルース』（昭和30年4月）［矢野亮作詞、歌：照菊］
- 『おんな船頭唄』（昭和30年4月）［藤間哲郎作詞、歌：三橋美智也］
- 『男のブルース』（昭和31年12月）［藤間哲郎作詞、歌：三船浩］
- 『吹けよ木枯らし』（昭和32年10月）［横井弘作詞、歌：石井千恵］
- 『長良川旅情』（昭和32年6月）［服部鋭夫作詞、歌：春日八郎］
- 『なみだ川』（昭和49年）［東條寿三郎作詞、歌：春日八郎］
- 『恋の風紋』（昭和53年）［矢野亮作詞、歌：三橋美智也］